# Wilk apeniński
Wilk apeniński, wilk italijski (Canis lupus italicus) – podgatunek wilka szarego, drapieżnego ssaka z rodziny psowatych (Canidae), zamieszkującego Apeniny we Włoszech oraz Szwajcarii, średniej wielkości, zagrożony, objęty ochroną.